# Transformada de Fourier amb finestra

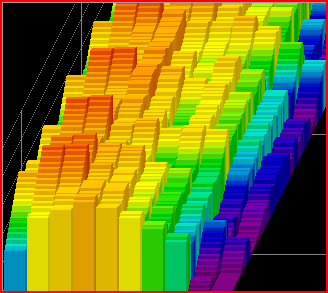
La STFT s'està utilitzant per analitzar un senyal d'àudio respecte al temps.

La transformada de Fourier amb finestra (Short-time Fourier transform, STFT) està relacionada amb la transformada de Fourier utilitzada per determinar el contingut en freqüència sinusoidal i de fase en seccions d'un senyal així com els seus canvis pel que fa al temps. A la pràctica, el procediment per calcular la STFT és dividir un senyal de temps més llarg en segments més curts d'igual longitud i després calcular la transformada de Fourier per separat a cada segment més curt. Això revela l'espectre de Fourier a cada segment més curt. Aleshores, normalment es dibuixa l'espectre canviant en funció del temps, conegut com a diagrama d'espectrograma o cascada, com s'utilitza habitualment en les pantalles d'espectre basades en ràdio definida per programari (SDR). Les pantalles d'ample de banda complet que cobreixen tot el rang d'un SDR solen utilitzar transformacions ràpides de Fourier (FFT) amb 2^24 punts en ordinadors de sobretaula.

## STFT

### STFT de temps continu
Simplement, en el cas de temps continu, la funció que s'ha de transformar es multiplica per una funció de finestra que és diferent de zero durant només un curt període. Es pren la transformada de Fourier (una funció unidimensional) del senyal resultant, després la finestra es fa lliscar al llarg de l'eix del temps fins al final, donant lloc a una representació bidimensional del senyal. Matemàticament, això s'escriu així:
{\displaystyle \mathbf {STFT} \{x[n]\}(m,\omega )\equiv X(m,\omega )=\sum _{n=-\infty }^{\infty }x[n]w[n-m]e^{-i\omega n}}
on {\displaystyle w(\tau )} és la funció de finestra, normalment una finestra de Hann o finestra gaussiana centrada al voltant de zero, i {\displaystyle x(t)} és el senyal que s'ha de transformar (tingueu en compte la diferència entre la funció de finestra {\displaystyle w} i la freqüència {\displaystyle \omega }). {\displaystyle X(\tau ,\omega )} és essencialment la transformada de Fourier de {\displaystyle x(t)w(t-\tau )}, una funció complexa que representa la fase i la magnitud del senyal al llarg del temps i la freqüència. Sovint, el desenrotllament de fase s'utilitza al llarg d'un o ambdós eixos del temps, {\displaystyle \tau }, i eix de freqüència, {\displaystyle \omega }, per suprimir qualsevol discontinuïtat de salt del resultat de fase del STFT. L'índex de temps {\displaystyle \tau } normalment es considera un temps lent i normalment no s'expressa amb una resolució tan alta com el temps {\displaystyle t}. Atès que la STFT és essencialment una transformada de Fourier multiplicada per una funció de finestra, la STFT també s'anomena transformada de Fourier amb finestra o transformada de Fourier depenent del temps.
La magnitud al quadrat de la STFT dona la representació de l'espectrograma de la densitat espectral de potència de la funció:
{\displaystyle \operatorname {spectrogram} \{x(t)\}(\tau ,\omega )\equiv |X(\tau ,\omega )|^{2}}
Vegeu també la transformada de cosinus discret modificada (MDCT), que també és una transformada relacionada amb Fourier que utilitza finestres superposades.

### DFT lliscant
Si només es desitja un petit nombre de ω, o si es vol avaluar el STFT per a cada desplaçament m de la finestra, llavors el STFT es pot avaluar de manera més eficient mitjançant un algorisme DFT lliscant.

### STFT en temps discret
En el cas del temps discret, les dades a transformar es podrien dividir en trossos o fotogrames (que normalment se superposen entre si, per reduir els artefactes al límit). Cada tros té una transformada de Fourier i el resultat complex s'afegeix a una matriu, que registra la magnitud i la fase per a cada punt de temps i freqüència. Això es pot expressar com:
{\displaystyle \mathbf {STFT} \{x(t)\}(\tau ,\omega )\equiv X(\tau ,\omega )=\int _{-\infty }^{\infty }x(t)w(t-\tau )e^{-i\omega t}\,dt}
així mateix, amb senyal {\displaystyle x[n]} i finestra {\displaystyle w[n]}. En aquest cas, m és discreta i ω és contínua, però en la majoria d'aplicacions típiques el STFT es realitza en un ordinador mitjançant la transformada ràpida de Fourier, de manera que ambdues variables són discretes i quantificades.

## STFT inversa
La STFT és una funció invertible, això vol dir, el senyal original pot ser recuperat de la transformació a través de la STFT inversa.

### STFT en temps continu
Donat l'ample i definició de la funció finestra w(t), requerim que l'altura de la funció finestra sigui ajustada per la qual cosa:
{\displaystyle \int _{-\infty }^{\infty }w(\tau )\,d\tau =1.}
És fàcil prosseguir amb
{\displaystyle \int _{-\infty }^{\infty }w(t-\tau )\,d\tau =1\quad \forall \ t}
i
{\displaystyle x(t)=x(t)\int _{-\infty }^{\infty }w(t-\tau )\,d\tau =\int _{-\infty }^{\infty }x(t)w(t-\tau )\,d\tau .}
La transformada continua de Fourier és
{\displaystyle X(\omega )=\int _{-\infty }^{\infty }x(t)e^{-j\omega t}\,dt.}
Substituint la x(t) de dalt:
{\displaystyle X(\omega )=\int _{-\infty }^{\infty }\left[\int _{-\infty }^{\infty }x(t)w(t-\tau )\,d\tau \right]\,e^{-j\omega t}\,dt}
{\displaystyle =\int _{-\infty }^{\infty }\int _{-\infty }^{\infty }x(t)w(t-\tau )\,e^{-j\omega t}\,d\tau \,dt.}
Canviant l'ordre d'integració:
{\displaystyle X(\omega )=\int _{-\infty }^{\infty }\int _{-\infty }^{\infty }x(t)w(t-\tau )\,e^{-j\omega t}\,dt\,d\tau }
{\displaystyle =\int _{-\infty }^{\infty }\left[\int _{-\infty }^{\infty }x(t)w(t-\tau )\,e^{-j\omega t}\,dt\right]\,d\tau }
{\displaystyle =\int _{-\infty }^{\infty }X(\tau ,\omega )\,d\tau .}
Pel que la Transformada de Fourier pot ser vista com una suma de fases de totes les STFTs de x(t), ja que la transformada inversa de Fourier és
{\displaystyle x(t)={\frac {1}{2\pi }}\int _{-\infty }^{\infty }X(\omega )e^{+j\omega t}\,d\omega ,}
llavors x(t) pot ser obtinguda de X(τ,ω) com
{\displaystyle x(t)={\frac {1}{2\pi }}\int _{-\infty }^{\infty }\int _{-\infty }^{\infty }X(\tau ,\omega )e^{+j\omega t}\,d\tau \,d\omega .}
o
{\displaystyle x(t)=\int _{-\infty }^{\infty }\left[{\frac {1}{2\pi }}\int _{-\infty }^{\infty }X(\tau ,\omega )e^{+j\omega t}\,d\omega \right]\,d\tau .}
Es pot veure que, en comparar amunt que la finestra de "gra" o "wavelet" de x(t) és
{\displaystyle x(t)w(t-\tau )={\frac {1}{2\pi }}\int _{-\infty }^{\infty }X(\tau ,\omega )e^{+j\omega t}\,d\omega .}
la transformada de Fourier inversa de X(τ, ω) per una τ fixe.

## Exemples
Quan la funció original és:
{\displaystyle X(t,f)=\int _{-\infty }^{\infty }w(t-\tau )x(\tau )e^{-j2\pi f\tau }d\tau }
Podem tenir un exemple senzill:
w(t) = 1 per |t| menor o igual que B
w(t) = 0 en cas contrari

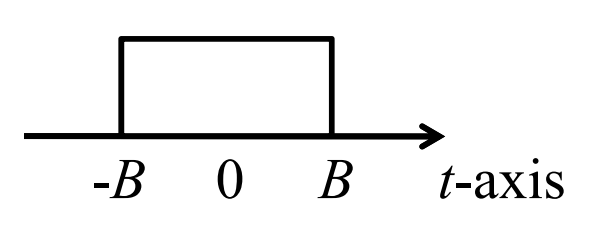

Ara la funció original de la transformada de Fourier a curt temps es pot canviar com
{\displaystyle X(t,f)=\int _{t-B}^{t+B}x(\tau )e^{-j2\pi f\tau }d\tau }
Un altre exemple:
Utilitzant el següent senyal de mostra {\displaystyle x(t)} que està compost per un conjunt de quatre formes d'ona sinusoïdals unides en seqüència. Cada forma d'ona només es compon d'una de les quatre freqüències (10, 25, 50, 100 Hz). La definició de {\displaystyle x(t)} és:
{\displaystyle x(t)={\begin{cases}\cos(2\pi 10t)&0\,\mathrm {s} \leq t<5\,\mathrm {s} \\\cos(2\pi 25t)&5\,\mathrm {s} \leq t<10\,\mathrm {s} \\\cos(2\pi 50t)&10\,\mathrm {s} \leq t<15\,\mathrm {s} \\\cos(2\pi 100t)&15\,\mathrm {s} \leq t<20\,\mathrm {s} \\\end{cases}}}
A continuació, es mostra a 400 Hz. Es van produir els següents espectrogrames:
|  |

## Aplicacions
Les STFTs igual que les transformades estàndard de Fourier i altres eines són freqüentment utilitzades per analitzar música. L'espectrograma pot per exemple, mostrar la freqüència en l'eix horitzontal, amb les freqüències més baixes a l'esquerra i les més altes a la dreta. L'alçada de cada barra (ressaltada amb color) representa l'amplitud de les freqüències dins de la banda. La dimensió del fons representa el temps, on cada nova barra és una transformació diferent. Els enginyers d'àudio usen aquest tipus de visualització per obtenir informació a prop d'una mostra d'àudio, per exemple, per localitzar les freqüències de sorolls específics o trobar freqüències que podrien ser més o menys ressonants en l'espai on el senyal es va gravar. Aquesta informació pot ser usada per l'equalització o entonació d'altres efectes d'àudio.